# Cohors IV Gallorum (Britannia)

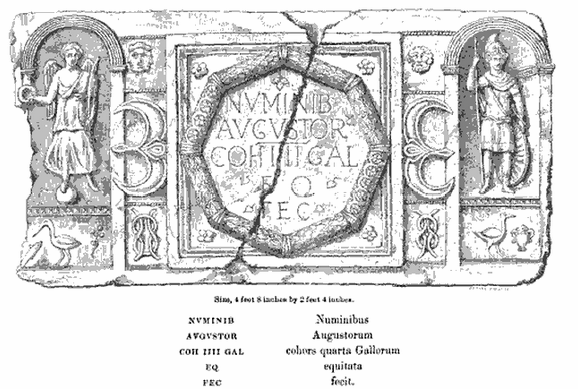
Altarinschrift für den vergöttlichten Kaiser, gesetzt von der Cohors IV Gallorum, Risingham, 2. Jahrhundert n. Chr. (RIB 1227)

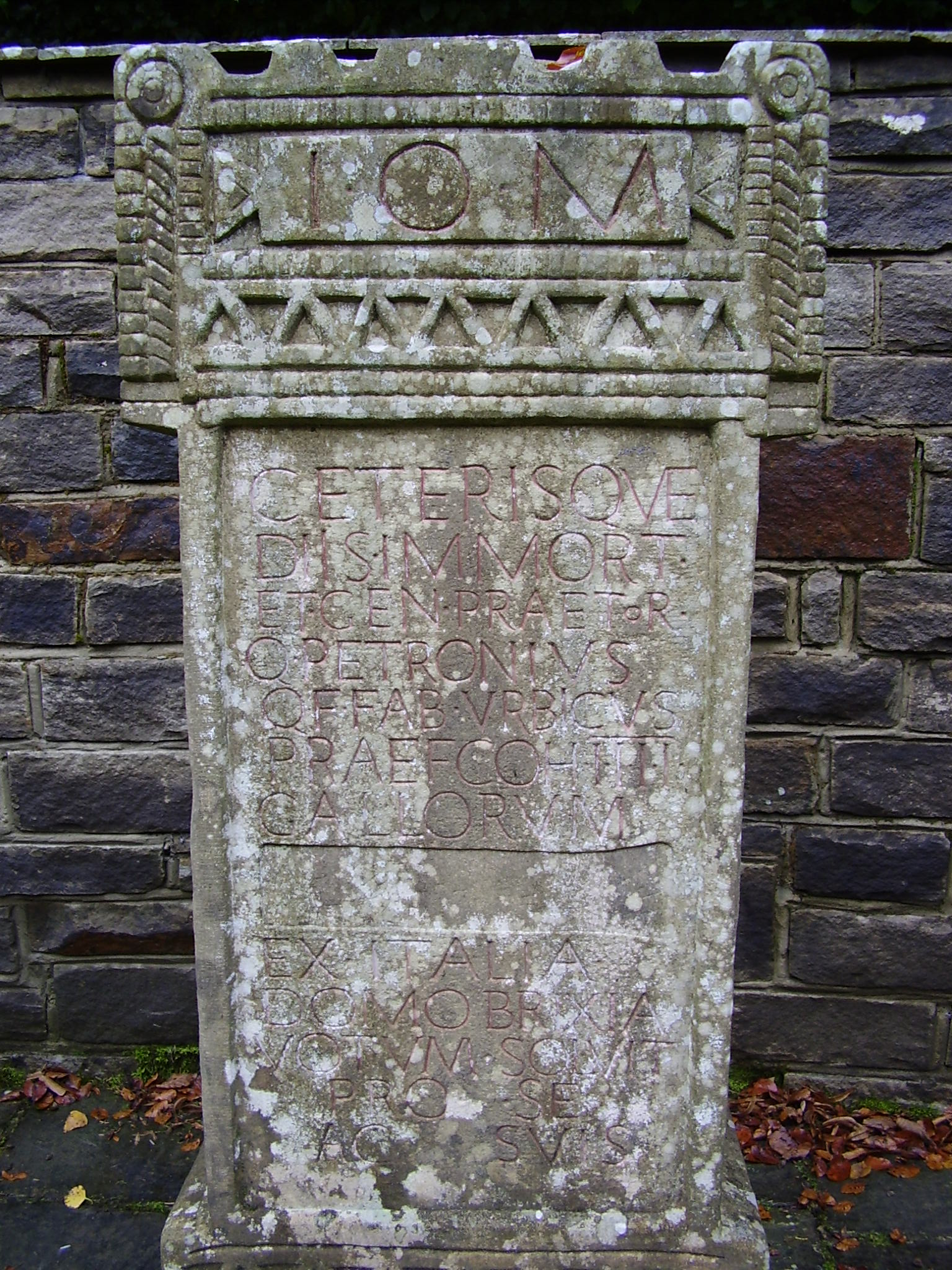
Der Altar, errichtet durch den Präfekten Quintus Petronius Urbicus

Die Cohors IV (oder IIII) Gallorum [Antoniniana] [Probiana] [Severiana Alexandriana] [equitata] (deutsch 4. Kohorte der Gallier [die Antoninianische] [die Probianische] [die Severianische Alexandrianische] [teilberitten]) war eine römische Auxiliareinheit. Sie ist durch Militärdiplome und Inschriften belegt.

## Namensbestandteile
- Gallorum: der Gallier. Die Soldaten der Kohorte wurden bei Aufstellung der Einheit aus den verschiedenen Stämmen der Gallier auf dem Gebiet der römischen Provinz Gallia Lugdunensis rekrutiert.

- Antoniniana: die Antoninianische. Eine Ehrenbezeichnung, die sich entweder auf Caracalla (211–217) oder auf Elagabal (218–222) bezieht. Der Zusatz wird in der Inschrift (RIB 1686) an einer nachträglich ausgemeißelten Stelle vermutet.[1]

- Probiana: die Probianische. Eine Ehrenbezeichnung, die sich auf Probus (276–280) bezieht. Der Zusatz kommt in der Inschrift (RIB 1710) vor.

- Severiana Alexandriana: die Severianische Alexandrianische. Eine Ehrenbezeichnung, die sich auf Severus Alexander (222–235) bezieht. Der Zusatz wird in den Inschriften (RIB 1686, 1706) an nachträglich ausgemeißelten Stellen vermutet.

- equitata: teilberitten. Die Einheit war ein gemischter Verband aus Infanterie und Kavallerie. Der Zusatz kommt in den Inschriften (RIB 1227, 1979) vor.

Da es keine Hinweise auf den Namenszusatz milliaria (1000 Mann) gibt, war die Einheit eine Cohors (quingenaria) equitata. Die Sollstärke der Kohorte lag bei 600 Mann (480 Mann Infanterie und 120 Reiter), bestehend aus 6 Centurien Infanterie mit jeweils 80 Mann sowie 4 Turmae Kavallerie mit jeweils 30 Reitern.

## Geschichte
Die Kohorte war in der Provinz Britannia stationiert. Sie ist auf Militärdiplomen für die Jahre 98 bis 178 n. Chr. aufgeführt.
Der erste Nachweis der Einheit in Britannia beruht auf einem Diplom, das auf 98 datiert ist. In dem Diplom wird die Kohorte als Teil der Truppen (siehe Römische Streitkräfte in Britannia) aufgeführt, die in der Provinz stationiert waren. Weitere Diplome, die auf 122 bis 178 datiert sind, belegen die Einheit in derselben Provinz.
Letztmals erwähnt wird die Einheit in der Notitia dignitatum mit der Bezeichnung Cohors quarta Gallorum für den Standort Vindolanda. Sie war unter der Leitung eines Tribuns Teil der Truppen, die dem Oberkommando des Dux Britanniarum unterstanden.

## Standorte
Standorte der Kohorte in Britannien waren möglicherweise:
- Bremenium (High Rochester): Die Bauinschrift (AE 1983, 641) belegt die Anwesenheit einer Vexillation der Kohorte zusammen mit einer Vexillation der Cohors II Nerviorum in Bremenium.
- Camboglanna (Castlesteads): Die Inschriften (RIB 1979, 1980) wurden hier gefunden.
- Lagentium (Castleford)
- Castlehill: Die Inschrift (RIB 2195) wurde hier gefunden.
- Habitancum (Risingham): Die Inschriften (RIB 1227, 1249) wurden hier gefunden.
- Templeborough: Zwei Grabsteine (RIB 619, 620) und Ziegel mit Stempeln wie C IIII G wurden hier gefunden.
- Vindolanda (Chesterholm): Inschriften belegen die Anwesenheit der Kohorte in Vindolanda für die Jahre 213 bis 276/282. Darüber hinaus wird die Einheit in der Notitia dignitatum für diesen Standort aufgeführt.

Der erste Standort in Britannien dürfte Castleford gewesen sein, gefolgt von Templeborough, wo die Kohorte vermutlich zur Regierungszeit Trajans stationiert war. Unter Hadrian war die Einheit wohl in Castlesteads am Hadrianswall. Unter Antoninus Pius war die Kohorte dann möglicherweise in Castlehill am Antoninuswall stationiert. Vom späten 2. Jh. bis Anfang des 3. Jh. befand sich die Einheit wohl in Risingham nördlich des Hadrianswalls. Der letzte bekannte Standort der Kohorte ist Vindolanda.

## Angehörige der Kohorte
Folgende Angehörige der Kohorte sind bekannt.

### Kommandeure
| - Ca[]s Ir […] (RIB 1979) - Naevius Hilarus, ein Präfekt (RIB 2062) - Quintus Petronius Urbicus, ein Präfekt - Quintus Pisentius Iustus, ein Präfekt | - Pituanius Secundus, ein Präfekt (RIB 1685) - [Su]lp̣icius Puden[s] (RIB 1688) - Ve[] Caecil[] (RIB 1687) - Volcacius Hospes, ein Präfekt (RIB 1980) |

### Sonstige
| - Cintusmus, ein Soldat (RIB 619) - Crotus, ein Veteran (RIB 620) | - Firm[us] (RIB 2062) - Melisus (RIB 619) |

## Weitere Kohorten mit der BezeichnungCohors IV Gallorum
Es gab noch drei weitere Kohorten mit dieser Bezeichnung:
- die Cohors IV Gallorum (Mauretania Tingitana). Sie ist durch Militärdiplome von 88 bis 161 belegt und war in Mauretania Tingitana stationiert.
- die Cohors IV Gallorum (Moesia). Sie ist durch Diplome von 75 bis 153 belegt und war in Moesia inferior, Thracia, Cilicia und Syria stationiert.
- die Cohors IV Gallorum (Raetia). Sie ist durch Diplome von 86 bis 167/168 belegt und war in Raetia stationiert.